# 愛媛朝日テレビ
株式会社愛媛朝日テレビ（えひめあさひテレビ、Ehime Asahi Television, Inc.）は、愛媛県を放送対象地域としたテレビジョン放送を行っている、特定地上基幹放送事業者である。略称はeat（イート、ehime asahi tv）。

## 概要
コールサインはJOEY-DTVで、ANN系フルネットのテレビ局である。eatの開局でNHKのかつての拠点放送局が所在するエリアでは最も遅く民放テレビが四局化された（平成以降では唯一）。
2005年（平成17年）4月1日には開局10周年を機に従来の大文字ベース水色と朱色（EAT）の局ロゴを小文字ベース温州蜜柑色（eat）に変更。さらにその10年後の2015年（平成27年）1月1日に開局20周年を機に、小文字ベースの新しい局ロゴを1月からHP上から変更していき、4月1日に完全変更した。今は、紺青色がトレードマークとなっている。
ステーション・キャッチコピーは開局25周年を機に「地元を愛す。」に変更。それ以前は20周年を記念した「たのしいオトナになろう。」だった。
2019年（平成31年/令和元年）愛媛地区年間視聴率において開局以来プライムタイムで初の首位を獲得した。年間視聴率は2023年（令和5年）まで5年連続でプライムタイムの首位を守っている。また2019年度年度視聴率でも開局以来プライムタイムで初の首位を獲得した。さらに、2022年度視聴率でも4年連続プライムタイムで首位を獲得した。（いずれも世帯視聴率）
主な受賞歴は2018年日本民間放送連盟賞技術部門で「データベース不要！ファイルベース化におけるMAMの自社開発」で優秀賞を受賞し平成新局では初の受賞となった。また2020年にも「超テレビ連動アプリ テレビちゃん。システムの開発」で同じ賞を受賞した。
2023年（令和5年）より南海放送から移行する形で、Jリーグ・FC今治のホームゲーム全試合を放送している（原則録画、不定期で生中継）。

## マスコットキャラクター
2020年（令和2年）3月30日から4代目のマスコットキャラクター「eatフレンズ」が就任した。みかん色の「e」、いよかん色の「a」、れもん色の「t」の、それぞれeatの文字と愛媛で収穫されるミカン科の果実3種を混合してキャラクター化した、愛媛出身の地元を愛する3人組がテレビ局の顔として就任する。
初代マスコットキャラクターは「ガブリ君」というキャラクターで、マグカップのノベルティが存在する。ガブリ君は「イートコドリ」という鳥の仲間で、好物は愛媛みかんという設定となっていた。
その後CIの変更と共にオタマジャクシをイメージした2代目マスコットキャラクター「ココロン」を採用した。太陽の国出身で、ヒメロン、クロロンなどの仲間がいたが、2015年（平成27年）12月31日に「太陽の国に帰る」という形でキャラクターの使用を終了した。
その後愛媛FCの「熱烈サポーター」でおなじみのカエルのマスコットキャラクター、一平くんが2016年（平成28年）4月1日より、事実上のeatの3代目マスコットである広報大使に就任していた。2012年に元々の『勤め先』だった飲食店・ゆうゆう亭を無断欠勤の末に『クビ』になりフリーの活動を始めた頃からフィギュアスケート・グランプリシリーズの中継や、サッカー日本代表のW杯・五輪アジア最終予選やアジア杯などの番組宣伝PVやそれを基にした天気予報に一平くんを起用するなど、eatとの関わりが非常に深かったため就任していたが、前出のeatフレンズが新キャラクターに就任したため、2020年（令和2年）3月31日をもって広報大使解任となった。

## 本社・支社・支局所在地
- 本社
愛媛県松山市和泉北1丁目14-11（〒790-8525）
- 東京支社
東京都中央区銀座7丁目16-21 銀座木挽ビル9階
- 大阪支社
大阪市北区中之島2丁目3-18 中之島フェスティバルタワー16階
- 新居浜支局
愛媛県新居浜市一宮町
- 宇和島支局
愛媛県宇和島市栄町港1丁目4-11
- 今治支局
愛媛県今治市中日吉町1丁目3-47
- 八幡浜支局
愛媛県八幡浜市江戸岡1丁目7-9

かつては高松にも支社を置いていたが、廃止された。なお、放送対象地域は愛媛県であるが、取材対象地域は高知県西部（ただし、支社・支局は設置されていない）も含まれる。

## テレビ放送所

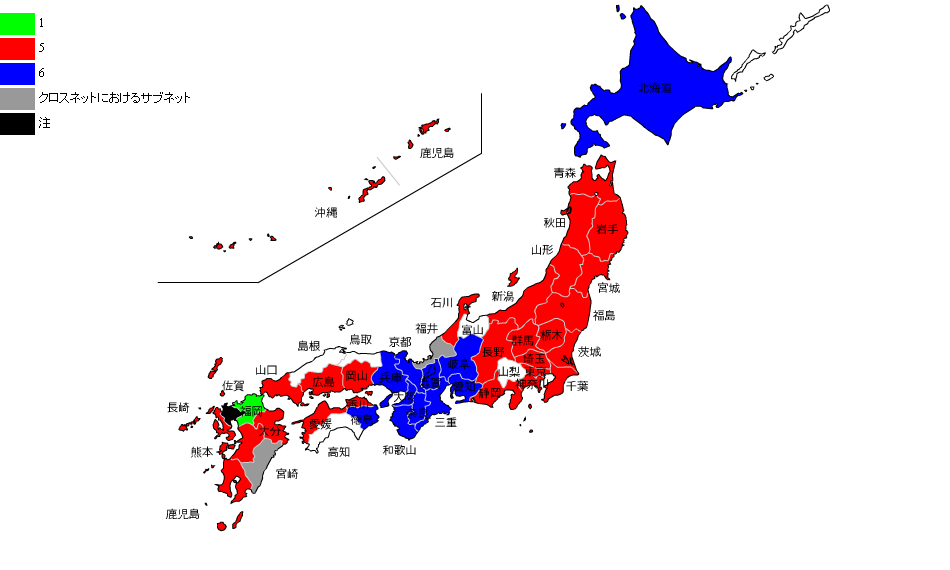
テレビ朝日系列のリモコンキーID地図

あいテレビと同様に、在松先発民放2局と比べて中継局が少なく愛媛県内でも山間部を中心に難視聴地域が少なくない（デジタル放送でも同様のことがいえるが、デジタル放送では一部がデジタル新局として開局したが、未だに開局していない中継局もある）。ただし、この場合でも難視聴地域では高利得アンテナを建てるか、ケーブルテレビでは視聴可能である。また隣接県の瀬戸内海放送、広島ホームテレビ、山口朝日放送、九州朝日放送、大分朝日放送を使い、補完受信する地域もある。
リモコンキーID 5
- 松山 JOEY-DTV 17ch 1 kW（大分県国東半島、広島県呉地方、山口県岩国地方などでも受信可能）
- 新居浜 51ch 300W
- 川之江 51ch 10W
- 宇和島 23ch 50W（大分県別府市などでも受信可能）
- 伊予中山 17ch 3W
- 宇和石城 17ch 1W
- 八幡浜 54ch 10W

### アナログ放送
局名の後に◇印が付く12局は、1995年の開局当初から放送を実施していた送信所及び中継局である。ただし、城北・中山・菊間の各局は、後のアナアナ変換により送信チャンネルが変更されている。
2011年7月24日停波時点
中予地方
（松山市）
- 松山◇ JOEY-TV 25ch 10 kW（送信所：伊予市行道山）
- 城北◇ 34ch 10W
- 北条 46ch 10W
- 松山祝谷 46ch 0.1W

（東温市）
- 川内 59ch 10W

（伊予市）
- 中山◇ 18ch 30W

（上浮穴郡久万高原町）
- 久万 62ch 30W
- 美川 41ch 30W
- 久万菅生 52ch 0.1W

東予地方
（新居浜市）
- 新居浜◇ 14ch 1 kW

（四国中央市）
- 川之江◇ 38ch 30W

（今治市）
- 菊間◇ 52ch 100W

（越智郡上島町）
- 岩城小漕 47ch 0.1W

南予地方
（宇和島市）
- 宇和島◇ 16ch 500W
- 津島 43ch 10W
- 宇和島保手 47ch 0.1W
- 宇和島下高串 37ch 0.1W
- 宇和島高光 62ch 0.1W
- 宇和島保田 39ch 0.1W
- 津島嵐 40ch 0.1W
- 津島横浦 40ch 0.1W
- 津島塩定 39ch 0.1W
- 吉田立目 44ch 0.1W

（大洲市）
- 大洲◇ 44ch 100W
- 大洲野佐来 39ch 0.1W

（喜多郡内子町）
- 内子 62ch 30W

（八幡浜市）
- 八幡浜◇ 25ch 100W

（西予市）
- 石城◇ 35ch 10W
- 城川 41ch 10W

（南宇和郡愛南町）
- 南宇和◇ 29ch 100W
- 由良◇ 42ch 10W

## 区域外再放送
以下のケーブルテレビではテレビが再送信されている。（愛媛県については区域内のため省略）
- 高知県
  - 西南地域ネットワーク（Swan TV）
  - 四万十町ケーブルネットワーク
  - 黒潮町光ネットワーク

## 資本構成
企業・団体の名称、個人の肩書は当時のもの。出典：

### 2021年3月31日
| 資本金 | 発行済株式総数 | 株主数 |
| ------ | -------------- | ------ |
| 40億円 | 80,000株       | 43     |

| 株主                             | 株式数   | 比率    |
| -------------------------------- | -------- | ------- |
| テレビ朝日ホールディングス       | 11,538株 | 14.42%  |
| 朝日放送グループホールディングス | 11,260株 | 14.07％ |
| 朝日新聞社                       | 10,000株 | 12.50%  |
| 伊予鉄道                         | 04,000株 | 05.00%  |
| 伊予銀行                         | 04,000株 | 05.00%  |
| 愛媛銀行                         | 04,000株 | 05.00%  |
| 愛媛県                           | 03,200株 | 04.00%  |
| フジ・メディア・ホールディングス | 03,200株 | 04.00%  |
| 大王製紙                         | 03,200株 | 04.00%  |
| 愛媛新聞社                       | 02,400株 | 03.00%  |

## 沿革
- 1992年（平成4年）
  - 10月16日 - 愛媛県の第4局を開設するための放送普及基本計画の変更を諮問（福井・高知の第3局と同日）[10]。
  - 12月18日 - 周波数割り当てを決定[10]。
- 1994年（平成6年）
  - 1月25日 - 予備免許交付。[要出典]
  - 4月8日 - 設立。[要出典]
- 1995年（平成7年）
  - 1月25日 - 標準テレビジョン放送の試験電波発射を開始。[要出典]
  - 3月13日 - 本免許交付。[要出典]
  - 3月25日 - 11時40分40秒からサービス放送開始。[要出典]
  - 4月1日 - 開局・6時24分から本放送開始。午前6時30分からのANNニュースフレッシュが最初のネット番組[11]。
  - 10月1日 - 初代マスコットキャラクター「ガブリくん」を使用開始。
- 2005年（平成17年） 4月1日 - 開局10周年を機にCIを導入、局ロゴを「EAT」から「eat」に変更。同時に2代目マスコットキャラクター「ココロン」を使用開始。
- 2006年（平成18年）10月1日 - 地上デジタル放送開始。
- 2011年（平成23年）7月24日 - 地上アナログ放送終了。
- 2015年（平成27年）
  - 1月1日 - 開局20周年を機に新CIと新ロゴマークがホームページにて使用開始。以降4月まで段階的にロゴマークを置き換え、4月に番組表のロゴを変更し置き換えが完了した。
  - 4月1日 - 開局20周年。
  - 12月31日  - マスコットキャラクター「ココロン」の使用を終了。
- 2016年（平成28年）4月1日 - 愛媛FCの熱烈サポーターである「一平くん」を広報大使（事実上の3代目マスコットキャラクター）として使用開始。
- 2020年（令和2年）4月1日 - 開局25周年を機に4代目マスコットキャラクター「eatフレンズ」を使用開始。

## ネットワークの移り変わり
- 1995年（平成7年）4月1日 テレビ朝日系フルネット局として開局した。
  - 移行された割合は、南海放送（RNB）=6：テレビ愛媛（EBC、当時は愛媛放送）=3：あいテレビ（ITV、当時は伊予テレビ）=1である。
  - 民間放送教育協会制作分は、南海放送が脱退しなかったために移行されなかった。
  - ニュースについては、ANNとしては新規開局となるが、南海放送が平日のみ朝のニュース（当時の『ANNニュースフレッシュ』）を番組販売で放送しており、この時間帯に関しては実質的にRNBからの移行となる。

## 情報カメラ設置ポイント

### 現在の設置ポイント
- 松山市
  - 愛媛朝日テレビ本社
  - 松山空港
- 今治市
- 伊方町
- 宇和島市
- 愛南町

### 過去の設置ポイント
- 松山市
  - 西堀端交差点付近（三番町・ジブラルタ生命松山ビル）

## 主なテレビ番組
※ 放送時間は2024年（令和6年）4月時点のもの

### 自社制作
- eatニュース
- スーパーJチャンネルえひめ[13]（月曜 - 木曜 16:40 - 19:00、金曜 16:40 - 18:55）
- グッチョイ![14]（火曜 - 金曜 11:30 - 11:35、土曜 15:50 - 16:00、日曜 17:25 - 17:30）
- ココワン交通安全Tube[15]（月曜 19:54 - 20:00） ※2012/4/5 -
- ふるさと応援TV えひめのミカタ[16]（水曜 20:54 - 21:00） ※2011/4/4 -
- えひめメディカルチャンネル[17]（木曜 20:54 - 21:00）
- らぶちゅちゅ[18]（金曜 0:20 - 0:40（木曜深夜））
- テレビちゃん。早押しライブQ[19]（金曜 18:55 - 19:00）
- ちかくナルナル なるちか![20]（土曜 9:30 - 10:30）※2015/4/4 -

### 過去の自社制作番組
- eatニュースBOX ※HD
- おまたせ!土曜日
- ガブリっ!とテレビ
- い〜テレ ※HD
- 桂小枝の幸福モード（瀬戸内海放送にもネット）
- 週刊い〜虎! ※HD
- 大沢逸美ののんび〜りサタデー ※HD
- ココロンTVヒメロン編集部 ※HD
- 大好き!まつやま まちネタ おたからハンティング（木曜 20:54 - 21:00） ※2012/4/5 -　2014/3/26
- たまこちゃんとコックボーシリーズ（ユニキャラプロジェクト）
- ブラッコシリーズ（ユニキャラプロジェクト）
- 夢・仕事・愛顔
- 瀬戸にゃん海[21]
- ON&OFF えひめリーダーの素顔[22]
- 愛媛デザイナーズハウス

### テレビ朝日系列局制作の遅れネット番組
制作局の表記のない番組はテレビ朝日制作。
- 有吉クイズ（月曜 0:25 - 0:55（日曜深夜））
- ぶちぶちシソンヌ（月曜 0:55 - 1:25（日曜深夜）、広島ホームテレビ制作）
- Musicる TV（月曜 1:25 - 1:55（日曜深夜））
- おにぎりあたためますか（月曜 10:30 - 11:00、北海道テレビ制作）
- ラブ!!Jリーグ（火曜 1:20 - 1:35（月曜深夜））
- バスケ☆FIVE〜日本バスケ応援宣言〜（火曜 1:35 - 1:50（月曜深夜））
- 秘湯ロマン（火曜 10:30 - 11:00）
- なるみ・岡村の過ぎるTV（水曜 0:20 - 1:20（火曜深夜）、朝日放送テレビ制作）
- テレビ千鳥（水曜 1:20 - 1:50（火曜深夜））
- 辰巳琢郎の家物語〜リモデル★きらり（水曜 10:30 - 11:00、BS朝日制作）
- これ余談なんですけど・・・（木曜 0:20 - 1:20（水曜深夜）、朝日放送テレビ制作）
- 水曜どうでしょうClassic（木曜 1:20 - 1:50（水曜深夜）、北海道テレビ制作）
- テレメンタリー2024（金曜 4:25 - 4:55）
- おぎやはぎのハピキャン（金曜 10:30 - 11:00、名古屋テレビ（メ〜テレ）制作）
- TOKIO城島 ほのぼの茂（金曜 13:45 - 14:40、朝日放送テレビ制作）
- 探偵!ナイトスクープ（土曜 0:20 - 1:20（金曜深夜）、朝日放送テレビ制作）
- Break Out（土曜 1:20 - 1:50（金曜深夜））[注 8]
- ワールドプロレスリング（土曜 1:50 - 2:50（金曜深夜））[注 8]
- 錦鯉が行く!のりのり散歩（土曜 6:05 - 6:35、北海道テレビ制作）
- じゅん散歩（土曜 6:35 - 7:00）
- 題名のない音楽会（土曜 7:30 - 8:00）
- 渡辺篤史の建もの探訪（土曜 10:30 - 11:00）
- ウチ、"断捨離"しました!（土曜 12:00 - 12:55、BS朝日制作）
- ネコいぬワイドショー（土曜 16:00 - 16:30、BS朝日制作）
- 相席食堂（日曜 0:00 - 1:00（土曜深夜）、朝日放送テレビ制作）
- 霜降り明星のあてみなげ（日曜 1:00 - 1:30（土曜深夜）、静岡朝日テレビ制作）
- なにわ男子の逆転男子（日曜 23:55 - 翌0:25）

### テレビ東京系列
- 闇バイト家族（金曜 0:40 - 1:20（木曜深夜）、ドラマ24）

### 他局との共同制作番組
広島ホームテレビ・瀬戸内海放送・山口朝日放送と共同制作・各局同時ネット
- 真矢みきの坂本龍馬ミステリー
2007年3月5日（月）19:00 - 19:54放送、幹事局：瀬戸内海放送
- 巌流島ミステリー・武蔵が消した小次郎の真実
2007年11月12日（月）19:00 - 19:54放送、幹事局：山口朝日放送
出演：山下真司・赤井英和
- 瀬戸内海から地球が見える 〜ナルトビエイが伝える海のSOS〜
2008年11月10日（月）19:00 - 19:54放送、幹事局：愛媛朝日テレビ
北海道テレビ：2009年1月2日（金）6:25 - 7:20放送。
東日本放送：2009年1月2日（金）14:00 - 14:55放送。
ナビゲーター：大杉漣
- 瀬戸内の島で発見・ウソのような本当の話
2009年11月23日（月・祝）19:00 - 19:54放送、幹事局：広島ホームテレビ
出演：勝俣州和・はるな愛・北陽
- 中四国縦断SP 『会いたい! 食べたい! 夢みた〜い!』
2010年11月22日（月）19:00 - 19:54放送、幹事局＝瀬戸内海放送
出演：勝俣州和・スザンヌ・東貴博
- ご当地検笑TV それってキニナルゥ〜!
2011年11月8日（火）19:00 - 19:54放送、幹事局＝山口朝日放送[注 9]
出演：おすぎ・いとうあさこ・南明奈・ナイツ
リポーター：ゆってぃ・カトゥー直也・広海・深海・坂本ちゃん
- 仲村トオル 古田敦也が追う 維新 の・ぼーる〜時代を生き抜く"野球"のチカラ〜
2012年10月27日（土）14:00 - 14:55放送、幹事局＝愛媛朝日テレビ
ナビゲーター：仲村トオル（ナレーション兼）・古田敦也
- 谷原章介が迫る「秀吉が愛した武将茶人」〜上田宗箇流400年のウツクシキ〜
2013年11月9日（土）14:00 - 14:55放送、幹事局＝広島ホームテレビ
ナビゲーター：谷原章介
- 村上水軍と塩飽水軍 海の覇者 瀬戸内海賊ヒストリー
2014年11月8日（土）14:00 - 14:55放送、幹事局＝瀬戸内海放送
ナビゲーター：香川照之
- 幕末サムライ番長　高杉晋作のブッちぎり人生〜面白きこともなき世を面白く〜
2015年11月7日（土）14:00 - 14:55放送、幹事局＝山口朝日放送
出演：的場浩司・一坂太郎・中野信子
- 路面電車のある風景 瀬戸内ちょい鉄ゆらり旅
2016年11月19日（土）14:00 - 14:55放送、幹事局＝愛媛朝日テレビ
出演：中川家・友近・秋山竜次・木村裕子、ナレーション：鈴木砂羽
- わざわざ行きたい! 山本耕史の瀬戸の島旅
2017年11月24日（土）14:00 - 14:55放送、幹事局＝広島ホームテレビ
出演：山本耕史、清水国明、レッド吉田、土路生優里（STU48）・薮下楓（STU48）
2018年11月10日（土）14:00 - 14:55放送、幹事局＝瀬戸内海放送
ナビゲーター：香川照之、ナレーター：赤江珠緒
  - BS朝日＝2019年4月21日（日）11:00 - 11:55
  - サンテレビ＝2019年8月18日（日）14:00 - 14:55
- 淳のワヤ旅!〜城好き歴男ふるさと巡礼
2019年11月23日（土・祝）15:00 - 15:55放送、幹事局＝山口朝日放送
ナビゲーター：田村淳、ニブンノゴ!

### 過去の他社制作番組

#### テレビ朝日系列遅れネット
- ご姉弟物語
- ガイキング LEGEND OF DAIKU-MARYU
- 雨上がりの「Aさんの話」〜事情通に聞きました!〜（朝日放送テレビ制作）
- ホップ!ステップ!シャンプー!（朝日放送テレビ制作）
- イッテンモノ
- さまぁ〜ず×さまぁ〜ず
- 神ちゅーんず 〜鳴らせ!DTM女子〜（朝日放送テレビ制作）
- 恋とか愛とか（仮）（広島ホームテレビ制作)
- THAT'S ENKA TAINMENT〜ちょっと唄っていいかしら?〜（朝日放送テレビ制作）
- くりぃむナンチャラ
- ChouChou
- 松本家の休日（朝日放送テレビ制作）
- 夜の巷を徘徊する
- 超人女子
- 今ちゃんの「実は…」（朝日放送テレビ制作）
- タモリ倶楽部
- せとチャレ!STU48（広島ホームテレビ制作）
- おしえて!四千頭身（北陸朝日放送制作）

#### テレビ東京系列
- 倫敦音楽館 Lon-mu
- のりスタ!（途中打ち切り）
- 出川哲朗の充電させてもらえませんか?（第4弾を単発特番として放送。レギュラー放送は南海放送で放送）
- ソレダメ!〜あなたの常識は非常識!?〜
- おばあちゃんの台所（テレビせとうち制作）
- トランスフォーマーシリーズ（『ギャラクシーフォース』のみテレビ愛知制作。『ビーストウォーズ』と『トランスフォーマー アニメイテッド』以降は県内未放送）
  - ビーストウォーズII 超生命体トランスフォーマー
  - ビーストウォーズネオ 超生命体トランスフォーマー
  - ビーストウォーズメタルス 超生命体トランスフォーマー
  - トランスフォーマー カーロボット
  - 超ロボット生命体トランスフォーマー マイクロン伝説
  - トランスフォーマー スーパーリンク
  - トランスフォーマー ギャラクシーフォース
- トミカヒーロー レスキューフォース→トミカヒーロー レスキューファイアー（テレビ愛知制作）※HD
- 爆闘宣言ダイガンダー
- 銀魂（第1期のみ放送、途中打ち切り）
- カードファイト!! ヴァンガードシリーズ（第3期『リンクジョーカー編』まで放送）
- フューチャーカード バディファイト（第1期のみ放送）
- ダイヤのA（第1期・第2期のみ放送）
- 孤独のグルメシリーズ
- 忘却のサチコ

ほか

#### 独立局ほか
- 新車情報（TVKテレビ制作）
- Channel-a（TVKテレビ制作）
- BanG Dream! 3rd Season
- 高田純次のセカイぷらぷら（TwellV制作）
- 中西圭三の朝ぶら散歩（旅チャンネル制作）

## 開局時に先発民放局から移行したテレビ朝日系列の番組

### 南海放送からの移行番組
- ANNニュースフレッシュ
- スーパーモーニング
- あまから問答
- 水曜9時枠刑事ドラマ[注 10]
- 木曜時代劇[注 11]
- クレヨンしんちゃん
- ミュージックステーション
- 東京国際女子マラソン
- 熱闘甲子園
- 新婚さんいらっしゃい!

### テレビ愛媛からの移行番組
- ドラえもん[注 12]
- スーパー戦隊シリーズ[注 13]
- メタルヒーローシリーズ[注 14]
- 勇者シリーズ[注 15]
- SLAM DUNK
- さんまのナンでもダービー
- 暴れん坊将軍シリーズ[注 16]
- 土曜ワイド劇場
- 日曜洋画劇場
- パネルクイズ アタック25
- 探偵!ナイトスクープ
- ワールドプロレスリング

### あいテレビからの移行番組
- 美少女戦士セーラームーンシリーズ[注 17]
- タモリ倶楽部

## アナウンサー

### 男性
- 1995年 大澤寧工（大澤やすのり）
- 2000年 市脇康平（10月 - 、福井エフエム放送より移籍）
- 2007年 村上健太郎
- 2023年 川﨑秀斗

### 女性
- 2019年 石本桃子
- 2020年 木和田優衣
- 2025年 塩路ひなた、橋本佳子、本間このみ、湯川愛理

### 過去に在籍したアナウンサー
男性
- 1995年
  - 松岡誠司（テレビ高知より移籍。2010年10月ディレクター在職中に死去、満42歳没。）
- 1996年
  - 高木克人（後に楽天に入社、現在はアラタナエバンジェリスト、Love letter Limited代表取締役）
- 2012年
  - 戸谷勇斗（4月入社 - 2022年9月、セガサミーホールディングスの社員兼フリーアナウンサー）
- 長島邦英（エフエム新津より移籍、総務部）

女性
- 1995年
  - 久保美智代（退社後は東京でフリー。その後関西に移住し、大阪のビーグラッドに所属[23]。世界遺産についてカルチャースクール講師や、全国で講演をしている[24]）
  - 高部さつき（後に結婚退社。フリーアナウンサー）
  - 吉岡由観
- 1996年
  - 野村久子[25]（ - 1999年）
- 1998年
  - 川上裕子（ - 2004年、広島ホームテレビアナウンサーを経て、フリーアナウンサー）
- 2000年
  - 会田幸恵[26]（退社後は圭三プロダクション所属のフリーアナウンサーを経て、KEE'Sアナウンススクール取締役副社長、同社アナウンススクール室長）
  - 千ヶ崎公子[26]（ - 2003年、フリー。NTBに所属し名古屋テレビ（メ〜テレ）の契約アナウンサーを務めた後に再びフリー。NTBとの契約は終了した。2019年5月に会社を設立して、代表取締役）
- 2003年
  - 浦本可奈子（4月入社 - 2007年3月、広島ホームテレビを経て、北海道放送アナウンサー。2012年9月末にて結婚退職）
  - 林暁代（4月入社 - 2006年3月、オールウェーブ・アソシエツ所属のフリーアナウンサー。2012年からKEE'Sアナウンススクールの講師をしている）
- 2004年
  - 川越友佳（12月入社 - 2010年、UX新潟テレビ21より移籍、元アナウンススクール講師、フリーアナウンサー）
  - 水口佳美（4月入社 - 2006年12月、フリーアナウンサーを経て、気象予報士、防災士）
- 2006年
  - 柳瀬若菜（4月入社 - 2007年9月、青森朝日放送より移籍、東北放送・青森放送を経て、秋田県在住のフリーアナウンサーとなる）
- 2007年
  - 芦川直美（10月入社 - 2008年3月、パートナーズ・プロ所属の契約アナウンサー）
  - 海野紀恵（4月入社 - 2011年3月、山梨放送アナウンサーを経てフリーアナウンサーとなる）
- 2008年
  - 五月女結（4月入社 - 2012年3月、名古屋テレビ（メ〜テレ）を経て、アスクマネージメント所属のフリーアナウンサー）
  - 大角茉里（4月入社 - 2016年3月、千葉テレビ放送を経て、松竹芸能所属のフリーアナウンサー）
  - 矢佐間恵（1月入社 - 2012年4月、熊本朝日放送より移籍、結婚退社）
- 2011年
  - 橘高香純（6月入社[27] - 2012年9月[28]。NHK高知放送局契約キャスターより移籍。2012年10月から2014年3月まで広島テレビアナウンサー。フリーアナウンサーを経て、2016年8月から2017年4月まで鹿児島放送アナウンサー。退社後は福岡に転居。気象予報士）
- 2012年
  - 坂口愛美（4月入社 - 2020年3月、文化放送アナウンサー）
  - 西田沙織（4月入社 - 2014年3月、パートナーズ・プロ所属の契約アナウンサー）
  - 松本圭世（4月入社 - 2013年9月、テレビ愛知を経て、ワンエイトプロモーション所属のフリーアナウンサー）
- 2013年
  - 吉井万結（4月入社 - 2021年3月26日、フリーアナウンサー）
- 2014年
  - 速水里彩（4月入社 - 2016年12月、東海テレビアナウンサー）
- 2015年
  - 大堀結衣（4月入社 - 2019年7月31日、北海道放送アナウンサーを経てフリーアナウンサーとなる）
- 2016年
  - 長廻雅美（11月入社 - 2018年9月[29]、パートナーズ・プロ所属の契約アナウンサー）
- 2017年
  - 矢端名結（4月入社 - 2019年3月、静岡放送アナウンサーを経てフリーアナウンサーとなる）
- 2019年
  - 齊藤初音（4月入社 - 2020年3月、CBCテレビアナウンサー）
- 2020年
  - 川上夏子（4月入社 - 2025年3月）
  - 松浦宏子（4月入社 - 2025年3月、サンテレビアナウンサーを経てフリーアナウンサーとなる）

## 著名な社員
- 矢野勝嗣（東京支社営業部を経て、2014年から報道制作局記者） - 松山商業高校在学当時の1996年、夏の甲子園決勝にて10回裏に「奇跡のバックホーム」で熊本工のサヨナラ勝ちを阻止し、11回表に先頭打者として二塁打を放ち決勝点となるホームを踏むなど、優勝に貢献した。現在は東京支社営業部長。

## 備考・その他
- 局略称のeatを「イート」と読む呼び方は、2005年（平成17年）のロゴ変更後から一般化したが、その10年前の1995年（平成7年）に制作された開局告知のポスターや新聞広告にも、「目と耳で食べる。イート開店」のキャッチコピーが使われていた。
- 当初は1994年（平成6年）10月を目処に開局する予定であったが、諸事情により半年遅れた。[要出典]
- 本社の鉄塔が2005年（平成17年）4月のEATからeatのロゴ変更により、黄色・eatになった。それ以前（1995年（平成7年）4月 - 2005年（平成17年）3月）には、青い字で愛媛朝日テレビと旧々ロゴが書かれていた。なお、2015年（平成27年）のロゴ再変更後は旧ロゴが鉄塔から撤去され、鉄塔の色も元の銀色に戻されているが、新たに現行ロゴは取り付けられずに鉄塔のみとなっている。[要出典]
- TikTokアカウント「eat愛媛朝日テレビTikTok部」で技術局社員（通称「愛媛の背中男」）や営業局社員がダンスをする動画をほぼ毎日更新している。元々は自社制作番組「らぶちゅちゅ」でアナウンサーとリポーターがダンス動画の再生回数を競うという特別企画のために2021年に開設したアカウントだった[30]が、2025年4月現在でフォロワー数160万人を超える人気コンテンツとなっている[31]。